# Plemiona słowiańskie
     Słowianie zachodni
     Słowianie wschodni
     Słowianie południowi

Słowianie zachodni
Słowianie wschodni
Słowianie południowi

Plemiona słowiańskie – grupa wczesnośredniowiecznych lokalnych wspólnot osadniczych istniejących na obszarze zasiedlonym przez Słowian. Etnonimy ludów słowiańskich są najczęściej archaiczne, a wyjaśnienie ich pochodzenia utrudnia brak danych, mogących pomóc w wyjaśnieniu etymologii. 
Na podstawie badań morfologicznych oraz molekularnych za obszar, z którego wywodzą się Słowianie, najczęściej uważany jest teren pomiędzy Odrą i Dnieprem (w opozycji do teorii zasiedlania przez fale migracyjne ze wschodu), a na podstawie tych badań wykazywana jest kontynuacja zasiedlenia terytorium dorzecza Odry i Wisły od czasów rzymskich po wczesne średniowiecze.

## Lista według Encyklopedii Popularnej PWN[2]
Słowianie zachodni
- Drzewianie
- Obodryci
- Pomorzanie
- Chyżanie
- Ranowie
- Wieleci
- Wolinianie
- Bobrzanie
- Redarowie
- Trzebowianie
- Polanie
- Mazowszanie
- Serbołużyczanie
- Łużyczanie
- Dziadoszanie
- Ślężanie
- Wiślanie
- Sandomierzanie
- Czesi
- Morawianie
- Słowacy

Słowianie wschodni
- Słowienie
- Krywicze
- Wiatycze
- Dregowicze
- Radymicze
- Siewierzanie
- Wołynianie
- Drewlanie
- Polanie
- Ulicze
- Antowie

Słowianie południowi
- Słoweńcy
- Chorwaci
- Serbowie